# Montigny-sur-l'Ain
Montigny-sur-l'Ain é uma comuna francesa na região administrativa de Borgonha-Franco-Condado, no departamento de Jura. Estende-se por uma área de 7,99 km². Em 2010 a comuna tinha 209 habitantes (densidade: 26,2 hab./km²).